# Sorbenfränkisch
Sorbenfränkisch ist eine alte Bezeichnung für einen Dialekt in Thüringen und einem kleinen Teil Bayerns, der heute zumindest in Thüringen als Südostthüringisch bezeichnet wird. Der Begriff Sorbenfränkisch wurde etwa bis Mitte des 20. Jahrhunderts verwendet.
Dieser thüringisch-obersächsische Dialekt besitzt sehr viele Merkmale des Ostfränkischen und wurde deshalb bis etwa Mitte des 20. Jahrhunderts oft auch den ostfränkischen Dialekten und damit dem Oberdeutschen zugeordnet.
Es finden sich in älterer Literatur alternativ zur Bezeichnung Sorbenfränkisch auch die Begriffe Saalefränkisch und Elsterfränkisch, welche das Dialektgebiet zudem unterteilen.

Verbreitungsgebiet des Südostthüringischen in Thüringen (orange)

## Geografische Eingrenzung
Das sorbenfränkische Dialektgebiet umfasst Teile der Landkreise Saale-Orla-Kreis, Greiz, Saalfeld-Rudolstadt, Saale-Holzland-Kreis, Kronach und Sonneberg und der Stadt Gera.

## Historischer Hintergrund
Im Rahmen des Prozesses der Deutschen Ostsiedlung drang der dem Main und dessen Zuflüssen stromaufwärts folgende mainfränkische Siedlungsstrom östlich des Thüringisch-Fränkischen Mittelgebirges in Richtung Nordosten auch in das Saaletal vor und vermischte sich mit den dort ansässigen namensgebenden Sorben und den aus Richtung Nordwesten vordringenden Thüringern. Weiter östlich drang dieser Siedlungsstrom bis in das östliche Erzgebirge vor, so dass sich auch dort und im dazwischen liegenden Vogtland nach wie vor teilweise dominierende Einflüsse des Ostfränkischen finden.